# Friedrich Antal
Friedrich Antal (también escrito como Frigyes en húngaro o Frederick en inglés) (Budapest, 21 de diciembre de 1887 – Londres, 4 de abril de 1954) fue un historiador del arte húngaro nacionalizado británico. 
Estudió en Budapest, Berlín, Friburgo, París y Viena, y se doctoró bajo la supervisión de Max Dvořák. Vivió un tiempo en Italia, donde realizó profundas investigaciones sobre el manierismo de ese país. En 1933 se afincó en Gran Bretaña, donde trabajó en el Courtauld Institute de la Universidad de Londres.
Antal fue uno de los pioneros de la sociología del arte: en su obra principal, La pintura florentina y su ambiente social (1948), sentó las bases de este nuevo método de estudio del arte, relacionando arte y sociedad como una estructura unificada regida por principios causales. Para este autor, el arte ha de analizarse desde todos los factores que intervienen en su génesis, sean sociales, políticos, económicos, culturales, etc. Aun así, no reniega del análisis formal de la obra de arte, ni del aporte que puede proporcionar la sensibilidad al estudio del hecho artístico.

## Obras
- Florentine Painting and its Social Background. The Bourgeois Republic before Cosimo de' Medici's Advent to Power, 1947
- Fuseli-Studies, 1956
- Hogarth and his Place in European Art, 1962
- Classicism & Romanticism, 1966
- Raffael zwischen Klassizismus und Manierismus. Einführung in die mittelitalienische Malerei des 16. und 17. Jahrhunderts, 1980